# Darwinilus sedarisi
Genre
Espèce
Darwinilus sedarisi est une espèce de coléoptères. Le type est récolté par Charles Darwin en 1832, dans la province de Córdoba en Argentine, lors de son voyage sur le navire HMS Beagle. Par la suite égaré par le Musée d'histoire naturelle de Londres avant même qu'une description n'en eût été faite, cette nouvelle espèce est finalement décrite au sein d'un nouveau genre en 2014 par Stylianos Chatzimanolis, pour les 205 ans de la naissance de Charles Darwin. Seuls deux spécimens sont connus au sein des collections des museum d'Amérique du Nord et d'Europe. Le premier est situé au Musée d'histoire naturelle de Londres et le second au Musée d'histoire naturelle de Berlin. Ce sont deux mâles et leur état est fragile à médiocre,.

## Étymologie
Le nom de genre rend hommage à Charles Darwin et l'épithète spécifique à l'humoriste David Sedaris en hommage à sa fascination pour le monde naturel. Le nom est masculin,.

## Écologie
Les 2 spécimens de Darwinilus sedarisi proviennent de Bahía Blanca et des pourtours du Río Cuarto en Argentine, stations séparées par quelques centaines de kilomètres. Le biotope de cette espèce est inconnu, cependant le climat de ces régions est subtropical-humide à tempéré-humide. Dans ces localités, l'habitat forestier du XIXe siècle a aujourd'hui été converti en terres agricoles et il n’est pas certain qu’il s’agisse d’un habitat propice à cette espèce. Il est envisageable que cette espèce soit éteinte.
D'autres grandes espèces de la même sous-tribu, Xanthopygina, sont en symbiose avec des hyménoptères sociaux. Le genre Weiserianum est connu pour être myrmécophile et Triacrus dilatus vit dans des amas de débris de Stenopolybia vicina, une guêpe vespidée. Par analogie, il est possible d'imaginer une relation similaire chez Darwinilus sedarisi.